# 芦貞
芦貞（あしさだ、生没年不詳）とは、江戸時代の浮世絵師。

## 来歴
師系・経歴不明、大坂の人かといわれる。役者似顔絵の分野で活躍する。文化12年（1815年）版行の一枚摺り見立番付「ひいき」に芦貞の名がある。